# Yemen en los Juegos Olímpicos de Sídney 2000
Yemen estuvo representado en los Juegos Olímpicos de Sídney 2000 por dos deportistas, un hombre y una mujer, que compitieron en atletismo.
El portador de la bandera en la ceremonia de apertura fue el atleta Bashir Al-Jewani. El equipo olímpico yemení no obtuvo ninguna medalla en estos Juegos.